# Rheum
El ruibarbo, rubarbo o Rheum es un género con alrededor de 60 especies de plantas fanerógamas de la familia Polygonaceae. Comprende 114 especies descritas y de estas, solo 41 aceptadas.

## Descripción
Son hierbas perennes robustas con raíces gruesas. Los tallos más bien cortos. Hojas grandes, a menudo  completo o casi dentado o lobulado. Las inflorescencias paniculadas. Flores generalmente hermafroditas, pediceladas. Pedicelos articulados. Periantio herbáceo, partido en 6 lóbulos, los 3 exteriores algo mayores. Estambres 9, raramente menos. Estilos 3. El fruto es un aquenio con 3 alas.

## Historia de la difusión del cultivo
Desde la antigua Grecia, la raíz de esta planta ha sido un recurso salutífero.
Se considera que el origen o el lugar de nacimiento de esta planta es China. Más tarde el cultivo se extendió a través de los mercados de Asia Central y del Sur, y luego las entregas a India y Europaб en Samarcanda, en el siglo XVII en Siberia, en Turquía. En Europa se conocía el ruibarbo turco, indio, chino y ruso. El ruibarbo ruso fue considerado el más valioso.

Los europeos comenzaron a cultivar ruibarbo en jardines en el siglo XVIII. Los holandeses decidieron navegar a China y comenzar a comprar ruibarbo directamente. Los ingleses, españoles y portugueses hicieron lo mismo: los comerciales locales no entendían nada de botánica, no sabían distinguir el ruibarbo bueno del malo (el bueno tiene una raíz oscura) y traían a Europa mercancías que no eran droga. en su totalidad. Así, a principios del siglo XVIII, la Compañía Británica de las Indias Orientales importaba más de 10 mil libras de ruibarbo anualmente, en las décadas siguientes las importaciones británicas promediaron más de 18 mil libras. al año, alcanzando su punto máximo en 1768 con alrededor de 67,764 libras. Pronto todos los boticarios de Londres y Edimburgo supieron que el ruibarbo indio no curaba.

## Taxonomía
El género fue descrito por Carlos Linneo y publicado en Species Plantarum 1: 371. 1753. La especie tipo es:  Rheum rhaponticum L

## Especies seleccionadas
- Rheum acuminatum
- Rheum alexandrae
- Rheum altaicum
- Rheum aplostachyum
- Rheum australe D. Don - ruibarbo del Himalaya[6]
- Rheum austriacum
- Rheum bailloni
- Rheum cantoniense
- Rheum caspicum
- Rheum collinianum
- Rheum compactum L. - ruibarbo de Alejandría, de Levante, de Persia, de Turquía, de la China, de Moscovia, de la India, holandés o dinamarqués[6]
- Rheum cordatum
- Rheum moorcroftianum Royle - ruibarbo del Himalaya[6]
- Rheum nanum Siev. ex Pall. - ruibarbo blanco, ruibarbo imperial.[6]
- Rheum nobile
- Rheum officinale
- Rheum palaestinum Feinbrun 1944
- Rheum palmatum L. - ruibarbo de Alejandría, de Levante, de Persia, de Turquía, de la China, de Moscovia, de la India, holandés o dinamarqués[6]
- Rheum rhabarbarum L. 1753
- Rheum rhaponticum L. - rapóntico exótico, ruipóntico exótico.[6]
- Rheum spiciforme Royle - ruibarbo del Himalaya[6]
- Rheum webbianum Royle - ruibarbo del Himalaya[6]